# ハウリングVI 突然変異体
『ハウリングVI 突然変異体』（原題：Howling VI: The Freaks）は、1991年、イギリス・アメリカ合作のホラー映画。狼男をモチーフに制作された『ハウリング』シリーズの第6作目。

## ストーリー
田舎町にやって来た青年イアン・リチャーズ（ブレンダン・ヒューズ）。同じくして見世物小屋を率いる団長ハーカーがやってきて、イアンが狼男だと見抜き、彼を捕らえて見世物にする。ハーカーの正体は呪術師でイアンの父を呪い殺し、イアン本人に狼男へ変身する呪縛をかけた張本人だった。町の人々を惨殺しすべての罪を青年にきせようとするハーカーにイアンは戦いを挑む。

## キャスト
- イアン・リチャーズ - ブレンダン・ヒューズ
- エリザベス - ミシェル・マシスン
- ウィンストン - ショーン・グレゴリー・サリバン
- ベラミー - アントニオ・ファーガス
- ミス・アンナ・エディントン - キャロル・リンレー
- デューイ - ジェリー・バークリー
- RBハーカー - ブルース・ペイン
- フラー保安官 - ゲイリー・セルバンテス
- カール/カルロッタ - クリストファー・モーリー
- トゥーンズ - ディープ・ロイ
- プルイット - ランディー・ペリッシュ
- ハンク - ベン・クローネン
- アール・バートレット - ジョン・A・ネリス
- カーニーワーカー - アル・ホワイト
- レスター - ジェレミー・ウェスト
- 狼男 - クリスチャン・レーリグ